# Cory Alexander
Cory Lynn Alexander (Waynesboro, Virginia, 22 de junio de 1973) es un exbaloncestista estadounidense. 
Luego de su carrera en la Universidad de Virginia, Alexander fue la elección 29 del Draft de la NBA de 1995, escogido por los San Antonio Spurs. Ha jugado para los Spurs, Denver Nuggets, Orlando Magic y más recientemente para los Charlotte Bobcats, equipo al que se unió en la temporada 2004-2005, luego de estar ausente de la liga por cuatro años. Su carrera incluye un promedio de 5.5 puntos y 2.7 asistencias por partido.

## Estadísticas de su carrera en la NBA

### Temporada regular
| Año     | Equipo      | PJ  | PT | MPP  | %TC  | %3P  | %TL  | RPP | APP | ROB | TPP | PPP  |
| ------- | ----------- | --- | -- | ---- | ---- | ---- | ---- | --- | --- | --- | --- | ---- |
| 1995-96 | San Antonio | 60  | 0  | 9.3  | .406 | .394 | .640 | 0.7 | 2.0 | 0.5 | 0.0 | 2.8  |
| 1996-97 | San Antonio | 80  | 6  | 18.2 | .396 | .373 | .736 | 1.5 | 3.2 | 1.0 | 0.2 | 7.2  |
| 1997-98 | San Antonio | 37  | 3  | 13.5 | .414 | .313 | .676 | 1.3 | 1.9 | 0.7 | 0.1 | 4.5  |
| 1997-98 | Denver      | 23  | 19 | 34.7 | .435 | .411 | .846 | 4.3 | 6.0 | 2.0 | 0.3 | 14.0 |
| 1998-99 | Denver      | 36  | 4  | 21.6 | .373 | .286 | .841 | 2.1 | 3.3 | 1.0 | 0.1 | 7.3  |
| 1999-00 | Denver      | 29  | 2  | 11.3 | .286 | .257 | .773 | 1.4 | 2.0 | 0.8 | 0.1 | 2.8  |
| 2000-01 | Orlando     | 26  | 0  | 8.7  | .321 | .250 | .667 | 1.0 | 1.4 | 0.6 | 0.0 | 2.0  |
| 2004-05 | Charlotte   | 16  | 1  | 12.6 | .327 | .421 | .750 | 1.8 | 2.3 | 0.6 | 0.1 | 3.1  |
| Total   | Total       | 307 | 35 | 15.8 | .389 | .354 | .756 | 1.6 | 2.7 | 0.9 | 0.1 | 5.5  |

### Playoffs
| Año   | Equipo      | PJ | PT | MPP | %TC  | %3P  | %TL  | RPP | APP | ROB | TPP | PPP |
| ----- | ----------- | -- | -- | --- | ---- | ---- | ---- | --- | --- | --- | --- | --- |
| 1996  | San Antonio | 9  | 0  | 7.8 | .417 | .200 | .714 | 1.0 | 1.0 | 0.2 | 0.0 | 2.9 |
| Total | Total       | 9  | 0  | 7.8 | .417 | .200 | .714 | 1.0 | 1.0 | 0.2 | 0.0 | 2.9 |